# Мордовські Дубровки
Мордо́вські Дубро́вки (рос. Мордовские Дубровки, ерз. Пумбра) — присілок у складі Атяшевського району Мордовії, Росія. Входить до складу Сабанчеєвського сільського поселення.

## Населення
Населення — 396 осіб (2010; 505 у 2002).
Національний склад (станом на 2002 рік):
- ерзяни — 99 %